# Thomas Rabe (Mediziner)

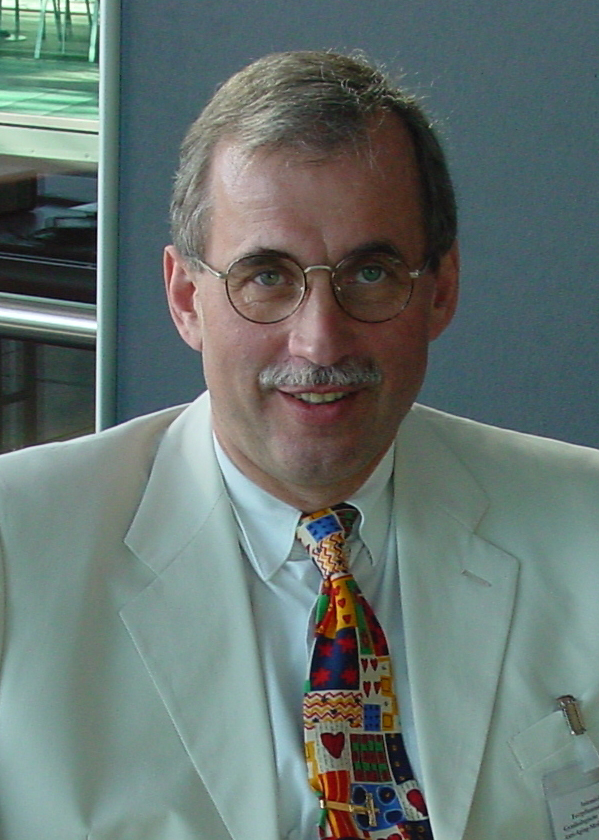
Thomas Rabe 2008

Thomas N. Rabe (* 18. Februar 1951 in Heidelberg) ist ein deutscher Professor für Gynäkologie und Geburtshilfe an der Universitätsklinik Heidelberg sowie Autor verschiedener wissenschaftlicher Publikationen und Fachbücher. Er ist der Enkelsohn von John Rabe.

## Leben

### Medizinische Karriere
Thomas N. Rabes Medizinstudium erfolgte in Heidelberg. Seit 1983 ist er „Facharzt für Gynäkologie und Geburtshilfe“. Die Forschungsschwerpunkte waren der Steroidstoffwechsel der Plazenta, neue Methoden der Familienplanung, Hormontherapie und Entwicklung Computer-gestützter Unterrichtssysteme. Nach seiner außerplanmäßigen Professur für Gynäkologie und Geburtshilfe im Jahr 1991 wurde er in Heidelberg Oberarzt der Universitäts-Frauenklinik und der Abteilung für gynäkologische Endokrinologie und Fertilitätsstörungen.
Von 1995 bis 1999 war er für die wissenschaftlichen Aktivitäten des Collaborating Centres der Weltgesundheitsorganisation (Genf) an der Universitäts-Frauenklinik verantwortlich. Rabe ist zudem Redaktionsmitglied in zahlreichen nationalen und internationalen Zeitschriften.

### Auslandskontakte
- Aufbau von Abteilungen für gynäkologische Endokrinologie und Reproduktionsmedizin an der Universitäts-Frauenklinik in Budapest, Ungarn (erstes IVF-Baby 1993), in Temeswar, Rumänien (erstes IVF-Baby 1995) und Klausenburg, Rumänien.
- Zusammenarbeit mit den Frauenkliniken in Ho-Chi-Minh-Stadt und Hanoi in Vietnam (Partner-Universitäten über die WHO, Genf).
- Wissenschaftsaustausch mit Ungarn, Rumänien, Israel, dem Königreich Saudi-Arabien und China.

### Großvater John Rabe
Thomas Rabe ist der Enkel von John Rabe und setzt sich für die Aufarbeitung der schweren Vergangenheit zwischen China und Japan ein, welche u. a. durch den zweiten Sino-Japanischen Krieg und dessen Nachwirkungen bis heute die binationalen Beziehungen der Länder belastet. Das von Thomas Rabe in Heidelberg mit Hilfe seiner Familie ins Leben gerufene John Rabe Kommunikationszentrum e. V. soll die Friedensidee seines Großvaters John Rabe weitertragen. Das Zentrum ist wie das John-Rabe-Haus in Nanjing ein Friedensinstitut, das einen Beitrag zur Völkerverständigung leisten soll.
Thomas Rabe setzt sich im Rahmen der Völkerverständigung zwischen China und Japan als Friedensidee für eine Städtepartnerschaft zwischen Nanjing/China und Hiroshima/Japan ein.

## Veröffentlichungen
Rabe veröffentlichte zahlreiche wissenschaftliche Publikationen und Fachbücher, die zum Teil in mehrere Sprachen übersetzt worden sind
- mit T. Strowitzki: Lifestyle & Anti-Aging Medizin. Rendezvous Verlag, Baden-Baden 2002, ISBN 3-936881-00-6.
- mit T. Strowitzki und K. Diedrich (Hrsg.): Manual on Assisted Reproduction. 2., verb. Auflage. Springer Verlag, Berlin/ Heidelberg/ New York 2000.
- mit T. Strowitzki: Kongressband: Lifestyle-Symposium 1999. Heidelberg 2000.
- mit Benno Runnebaum: Fertility control - update and trends. Springer, Heidelberg 1999, ISBN 3-540-64763-5.
- mit Benno Runnebaum (Hrsg.): Fertility Control. Springer, Heidelberg 1998.
- mit K. Diedrich und B. Runnebaum (Hrsg.): Assisted Reproduction - a manual. Springer-Verlag, Heidelberg 1997, ISBN 3-540-61134-7.
- mit Benno Runnebaum und L. Kiesel: Future aspects in contraception. Part 1: Male contraception. MTP Press, Falcon House, Lancaster, England 1985.
- mit B. Runnebaum (Hrsg.): Gynäkologische Endokrinologie und Fortpflanzungsmedizin. Band 2: Fortpflanzungsmedizin. Springer-Verlag, Berlin/ Heidelberg/ New York 1994, ISBN 3-540-57347-X.
- mit B. Runnebaum und L. Kiesel (Hrsg.): Female contraception and male fertility regulation. Parthenon Publishing Group, Casterton Hall, Carnforth, Lancaster 1991, ISBN 1-85070-334-5.
- Gynäkologie. (= Memorix spezial). Ed. Medizin, Weinheim 1992, ISBN 3-527-15439-6.
- Geburtshilfe. (= Memorix spezial). Edition Medizin, Weinheim 1991, ISBN 3-527-15471-X. (1995–1996: Übersetzungen in Englisch, Spanisch, Französisch, Ungarisch, Polnisch, Griechisch, Türkisch, Tschechisch, Indonesisch)
- Gynäkologie und Geburtshilfe. Ein Studentenlehrbuch mit Fragensammlung. Edition Medizin, Weinheim, 1989, ISBN 3-527-15365-9. (1994: Übersetzung in Italienisch)

## Auszeichnungen
Thomas Rabe ist (Ehren-)Mitglied zahlreicher Fachgesellschaften. Er arbeitet im Herausgeberkreis mehrerer Fachzeitschriften und hat mehrere internationale Kongresse organisiert.
- 1996: Ehrendoktor der Semmelweis-Universität, Budapest, Ungarn;
- 1997: Ehrendoktor der Medizinischen und Pharmazeutischen Universität Victor Babeș, Temeswar, Rumänien;
- 1999: Ehrendoktor, University Womens’ Hospital, Klausenburg, Rumänien;
- 2002: Ehrenprofessur, Carol Davila Universität in Bukarest, Rumänien.
- 2015: Ehrenbürger der Stadt Nanjing, China
- 2015: Orden vom chin. Staatspräsidenten Xi Jinping als Enkel von John Rabe (2. September 2015)